# 程哲
程哲，号蓉槎，是清代徽州府歙县岑山渡（今属雄村镇）人，杭州盐商程浚第四子、康熙乙丑登进士程喈胞弟。少时师从王士祯，经营七略书堂，清康熙五十年（1711年）帮助老师王士祯在临终前出版《带经堂》全集。监生出身，其父（1707年病逝）纳银六千两为其捐官，初任奉天锦州府宁远州知州（在今辽宁葫芦岛市），清雍正二年（1724年）底改补广东琼州府崖州知州（六品，在今海南省三亚市），招抚生黎，教化黎童诵读，又立唐宋三贤祠祀李德裕、胡铨、赵鼎。雍正五年在任上开仓平粜，州人勒碑称颂。又用俸薪百金设立乐罗社学，并开发三亚盐场。雍正丁未年（1727年）在崖州下马岭海边巨石上题咏“天涯”二字，一说刻于雍正十一年（1733年）。雍正七年（1729年）升任户部员外郎，任广东盐运司运同（五品），因处理衡阳走私盐，卷入两淮盐商与闽粤盐商争斗漩涡。后调任潮州府同知，迁户部福建司主事，辞官归乡后经营画廊，以诗文传世，收藏书籍金石甚多，著有《容槎蠡说》。